# Търнава (община Прешево)
Вижте пояснителната страница за други значения на Търнава.
Търнава (на сръбски: Трнава или Trnava; на албански: Tërnava) е село в Югоизточна Сърбия, Пчински окръг, община Прешево.

## История
Църквата „Свети Йоан Кръстител“ е издигната в 1989 година на основите на стара църква с помощ от сръбското правителство. Храмът е многократно оскверняван от местните мюсюлмани.
Албанците в община Прешево бойкотират проведеното през 2011 г. преброяване на населението.
Според преброяването на населението от 2002 г. селото има 1160 жители.
Данните за етническия състав на населението са от преброяването през 2002 г.
- албанци – 1018 жители (87,75%)
- сърби – 109 жители (9,39%)
- бошняци – 2 жители (0,17%)
- унгарци – 1 жител (0,08%)
- македонци – 1 жител (0,08%)
- други – 1 жител (0,08%)
- неизвестно – 28 жители (2,41%)